# Dominique Blanchar
Pour les articles homonymes, voir Blanchard et Blanchar.
Dominique Blanchard, dite Dominique Blanchar, née le 2 juin 1927 dans le 18e arrondissement de Paris et morte le 19 novembre 2018 dans la même ville, est une actrice française.

## Biographie

### Enfance
Dominique Blanchar est la fille des acteurs Pierre Blanchar et Marthe Vinot,.
Elle échoue au concours du Conservatoire.
C'est son père qui la présente à Louis Jouvet, alors à la recherche d'une actrice pour le personnage d'Agnès pour sa pièce l'L'École des femmes.

### Carrière artistique
Comédienne à la carrière prolifique, particulièrement au théâtre, elle est brièvement pensionnaire de la Comédie-Française de 1988 à 1989. Elle est dirigée par Marcelle Tassencourt pour Andromaque et Topaze. Elle travaille également avec de nombreux metteurs en scène tels que André Barsacq, Michel Fagadau, Raymond Rouleau, Loleh Bellon.
Elle obtient deux Molières de la comédienne dans un second rôle, pour Tout comme il faut de Luigi Pirandello, mise en scène Jacques Lassalle au Théâtre Hébertot en 1997 et pour Les Femmes savantes de Molière, mise en scène Béatrice Agenin au Théâtre 13 en 2000.
Au cinéma on la retrouve dans les films de Jean Delannoy, Anatole Litvak, Luis Saslavsky, Robert Vernay, Michelangelo Antonioni, Pierre Granier-Deferre.
Elle apparaît également à la télévision. Elle a notamment incarné l'épouse du commissaire Maigret, avant d'être remplacée par Annick Tanguy, à la ville... Madame Jean Richard.
Elle meurt à l'âge de 91 ans le 19 novembre 2018 à Paris et est incinérée au crématorium du Père Lachaise (à la Coupole) le 26 novembre 2018.

### Vie privée
En 1952, Dominique Blanchar épouse Jean Servais, rencontré dans la troupe Compagnie Renaud-Barrault, mais ils divorceront rapidement.
Elle partage une grande partie de sa vie avec le comédien François Darbon, qui meurt le 9 juillet 1998.

## Filmographie

### Cinéma
- 1949 : Le Secret de Mayerling de Jean Delannoy : Marie Vetsera
- 1951 : Le Traître (Decision before Dawn) d'Anatole Litvak : Monique
- 1952 : Sor intrépida de Rafael Gil : Sœur Maria de l'Asuncion
- 1959 : Ce corps tant désiré de Luis Saslavsky : la fille
- 1959 : Drôles de phénomènes de Robert Vernay : Anny Volland
- 1960 : L'avventura de Michelangelo Antonioni : Giulia
- 1981 : Une étrange affaire de Pierre Granier-Deferre : la mère de Louis

### Télévision
- 1956 : Eugénie Grandet (téléfilm) de Maurice Cazeneuve : Eugénie Grandet
- 1961 : Airs de France (série télévisée), épisode Au pays du soleil d'Henri Spade : Mado
- 1963 : L'Inspecteur Leclerc enquête (série télévisée), saison 2, épisode 10 La Menace de Yannick Andreï : Léna
- 1970-1972 : Les Enquêtes du commissaire Maigret (série télévisée), cinq épisodes : Madame Maigret
- 1975 : Cécile ou La Raison des femmes : Vivre à deux (mini-série télévisée) d'Hervé Baslé et Youri : la mère
- 1976 : L’Assassinat de Concino Concini (téléfilm) de Gérard Vergez et Jean Chatenet : Marie de Médicis
- 1977 : Un comique né (téléfilm) de Michel Polac : Madame Dumazedier
- 1977 : L'Affaire des poisons (téléfilm) de Gérard Vergez : Marquise de Montespan
- 1980 : Les Amours de la Belle Epoque (série télévisée), épisode Mon amie Nane de Dominique Giuliani : la marquise
- 1980 : Lettre d'amour sur papier bleu (téléfilm) d'Edouard Logereau : Sonia
- 1980 : C'est beau (téléfilm) de Michel Dumoulin : Elle
- 1981 : Cinéma 16 (série télévisée), épisode Le Petit Pommier de Liliane de Kermadec : Madame Pommier
- 1981 : Les Dossiers éclatés (série télévisée), épisode Le Jardin d'hiver d'Alain Boudet : Madame Chénié
- 1981 : Le Chef de famille (mini-série télévisée) de Nina Companeez : Tessa
- 1983 : Richelieu ou la Journée des dupes (téléfilm) de Jean-Dominique de La Rochefoucauld : Marie de Médicis
- 1984 : Messieurs les jurés (série télévisée), épisode L'Affaire Lamontgie de Dominique Giuliani : Evelyne Lanaud
- 1984 : Un homme va être assassiné (téléfilm) de Dolorès Grassian : Marthe Miellème
- 1985 : Les Bonnes (téléfilm) de Michel Dumoulin : Claire
- 1985 : Les Copains de la Marne (téléfilm) de Christiane Spiero : Simone
- 1987 : Les Passions de Céline (série télévisée) : Marcelle
- 1988 : Le Chevalier de Pardaillan (série télévisée) de Josée Dayan : Catherine de Médicis
- 1988-1989 : Palace (série télévisée) de Jean-Michel Ribes : une gardienne du bon goût
- 1990 : Stirn et Stern (téléfilm) de Peter Kassovitz : Elise Stern
- 1992 : Bella vista (téléfilm) d'Alfredo Arias :

## Théâtre

### Années 1940
- 1947 : L'Apollon de Marsac de Jean Giraudoux, mise en scène Louis Jouvet, Théâtre de l'Athénée
- 1947 : Dom Juan de Molière, mise en scène Louis Jouvet, Théâtre de l'Athénée
- 1949 : Ondine de Jean Giraudoux, mise en scène Louis Jouvet, Théâtre de l'Athénée.

### Années 1950
- 1950 : L'École des femmes de Molière, mise en scène Louis Jouvet, Théâtre des Célestins
- 1951 : On ne badine pas avec l'amour d'Alfred de Musset, mise en scène Jean-Louis Barrault, Théâtre Marigny
- 1952 : Robinson de Jules Supervielle, mise en scène Jean Le Poulain, Théâtre de l'Œuvre
- 1955 : Sud de Julien Green, mise en scène Jean Mercure, Théâtre des Célestins
- 1955 : Le Mal d'amour de Marcel Achard, mise en scène François Périer, Théâtre de la Michodière
- 1957 : Le Chevalier d'Olmedo de Lope de Vega, mise en scène Albert Camus, Festival d'Angers

### Années 1960
- 1962 : Axël d'Auguste Villiers de l'Isle-Adam, mise en scène Antoine Bourseiller, Studio des Champs-Elysées
- 1963 : Andromaque de Racine, mise en scène Marcelle Tassencourt, Théâtre Montparnasse
- 1964 : Le Monstre Turquin de Carlo Gozzi, mise en scène André Barsacq, Théâtre de l'Atelier
- 1966 : Topaze de Marcel Pagnol, mise en scène Marcelle Tassencourt, Théâtre Hébertot
- 1968 : La Famille Tot d'Istvan Orkeny, mise en scène Michel Fagadau, Théâtre de la Gaîté-Montparnasse
- 1969 : 7 + quoi ? de François Billetdoux, Théâtre du Gymnase

### Années 1970
- 1970 : Hadrien VII de Peter Luke, mise en scène Raymond Rouleau, Théâtre de Paris
- 1971 : Le Goûter de Jeannine Worms, mise en scène Jacques Échantillon, Théâtre de l'Odéon
- 1973 : Isma de Nathalie Sarraute, mise en scène Claude Régy, Espace Pierre Cardin
- 1974 : Qui rapportera ces paroles ? de Charlotte Delbo, mise en scène François Darbon
- 1975 : La Caverne d'Adullam de Jean-Jacques Varoujean, mise en scène Étienne Bierry, Théâtre de Poche Montparnasse

### Années 1980
- 1987 : L'Anniversaire d'Harold Pinter, mise en scène Jean-Michel Ribes, Théâtre Tristan Bernard
- 1988 : Le Bourgeois gentilhomme de Molière, mise en scène Jean-Luc Boutté, Comédie-Française (salle Richelieu puis tournée Extrême-Orient et Océanie)

### Années 1990
- 1996 : Independance (Lee Blessing), mise en scène Béatrice Agenin
- 1997 : Tout comme il faut de Luigi Pirandello, mise en scène Jacques Lassalle, Théâtre Hébertot

### Années 2000
- 2000 : Les Femmes savantes de Molière, mise en scène Béatrice Agenin, Théâtre 13, Théâtre Hébertot
- 2003 : Tango viennois de Peter Turrini, mise en scène Georges Werler, Espace Kiron
- 2006 : Pour Lucrèce de Jean Giraudoux, mise en scène Odile Mallet et Geneviève Brunet

## Distinctions
- Molières 1997 : Molière de la comédienne dans un second rôle pour Tout comme il faut
- Molières 2000 : Molière de la comédienne dans un second rôle pour Les Femmes savantes